# Ecclesia semper reformanda est
Ecclesia semper reformanda est (з латини «Церква завжди повинна бути реформована», часто — як зазвичай у латинській мові — скорочено Ecclesia semper reformanda) — фраза, яку вперше широко популяризував Карл Барт у 1947 році, і яка нібито походить від вислову святого Августина. Найчастіше вона стосується переконання деяких реформованих протестантських богословів у тому, що церква повинна постійно переосмислювати себе, щоб підтримувати чистоту своєї доктрини й практики.